# Alice Roberts

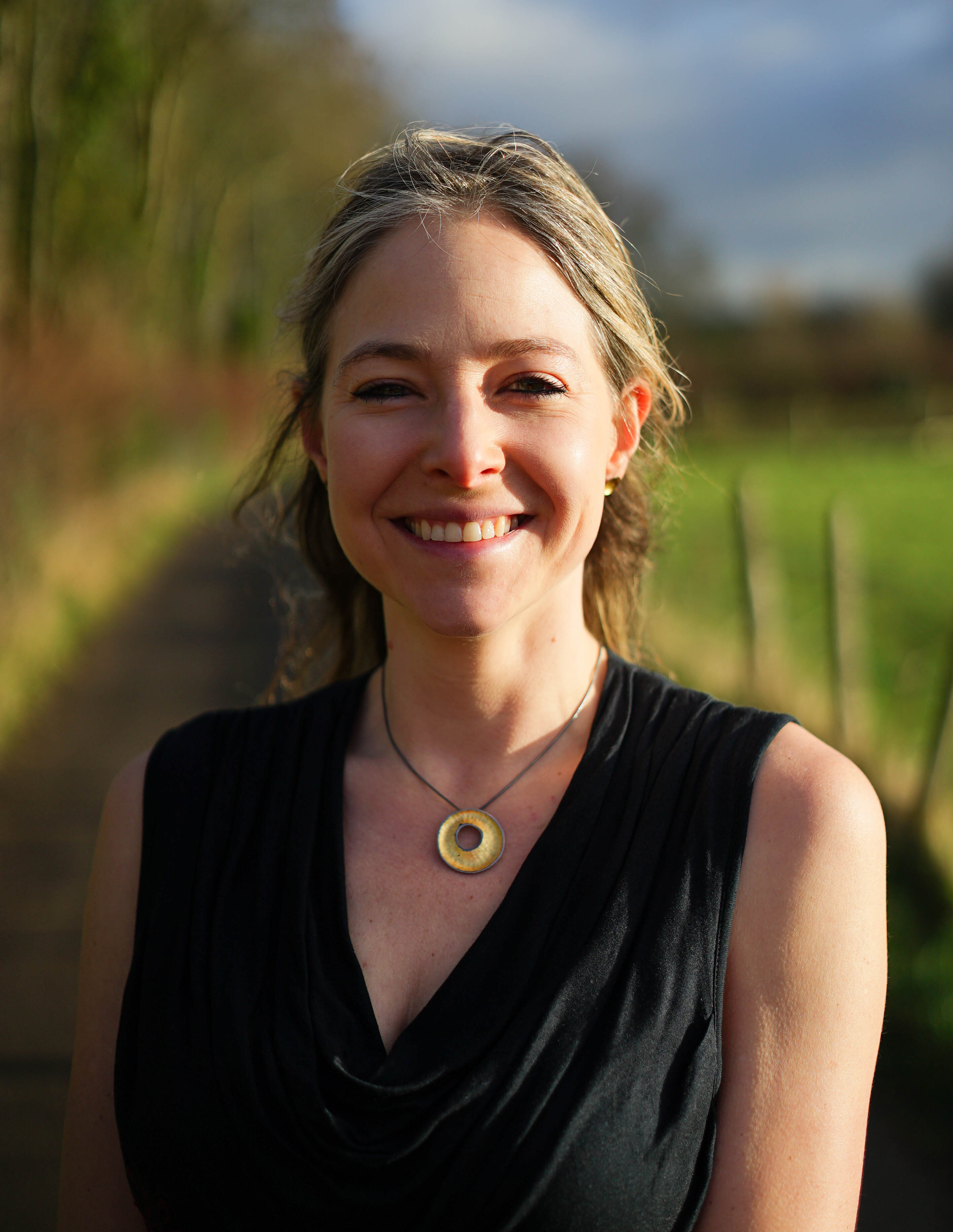
Alice Roberts nel 2016

Alice May Roberts (Bristol, 19 maggio 1973) è un'antropologa, docente, scrittrice e presentatrice televisiva inglese, dal 2012 professoressa di impegno pubblico nella scienza presso l'Università di Birmingham. È stata presidente dell'ente di beneficenza Humanists UK tra gennaio 2019 e maggio 2022. Ora è vicepresidente dell'organizzazione.  Dal 2001 presenta diversi documentari per la BBC e Channel 4.

## Biografia
Roberts è nata a Bristol nel 1973, figlia di un ingegnere aeronautico e di un'insegnante di inglese e arte.  È cresciuta nel sobborgo di Bristol di Westbury-on-Trym dove ha frequentato la Red Maids' School.. Nel dicembre 1988, ha vinto il concorso BBC1 Blue Peter Young Artists, apparendo con la sua foto e i presentatori sulla copertina dell'edizione del 10 dicembre 1988 del Radio Times.
Roberts studiò medicina presso l'Università del Galles College of Medicine (ora parte dell'Università di Cardiff) e si laureò nel 1997 in Medicina e Chirurgia (MB BCh), avendo ottenuto una laurea intercalata in Scienze in anatomia.

### Carriera da ricercatrice
Dopo la laurea, Roberts ha lavorato come medico junior presso il National Health Service nel Galles del Sud per 18 mesi. Nel 1998, ha lasciato la medicina clinica e ha lavorato come dimostratrice di anatomia presso l'Università di Bristol, diventando docente nel 1999.
Ha trascorso sette anni lavorando part-time al suo dottorato di ricerca in paleopatologia, conseguendolo nel 2008. È stata ricercatrice senior presso il Centro di anatomia comparata e clinica dell'Università di Bristol, dove i suoi ruoli principali erano l'insegnamento di anatomia clinica, embriologia e antropologia fisica, nonché la ricerca di osteoarcheologia e paleopatologia. Nel 2009 ha dichiarato che stava lavorando per diventare professoressa di anatomia.

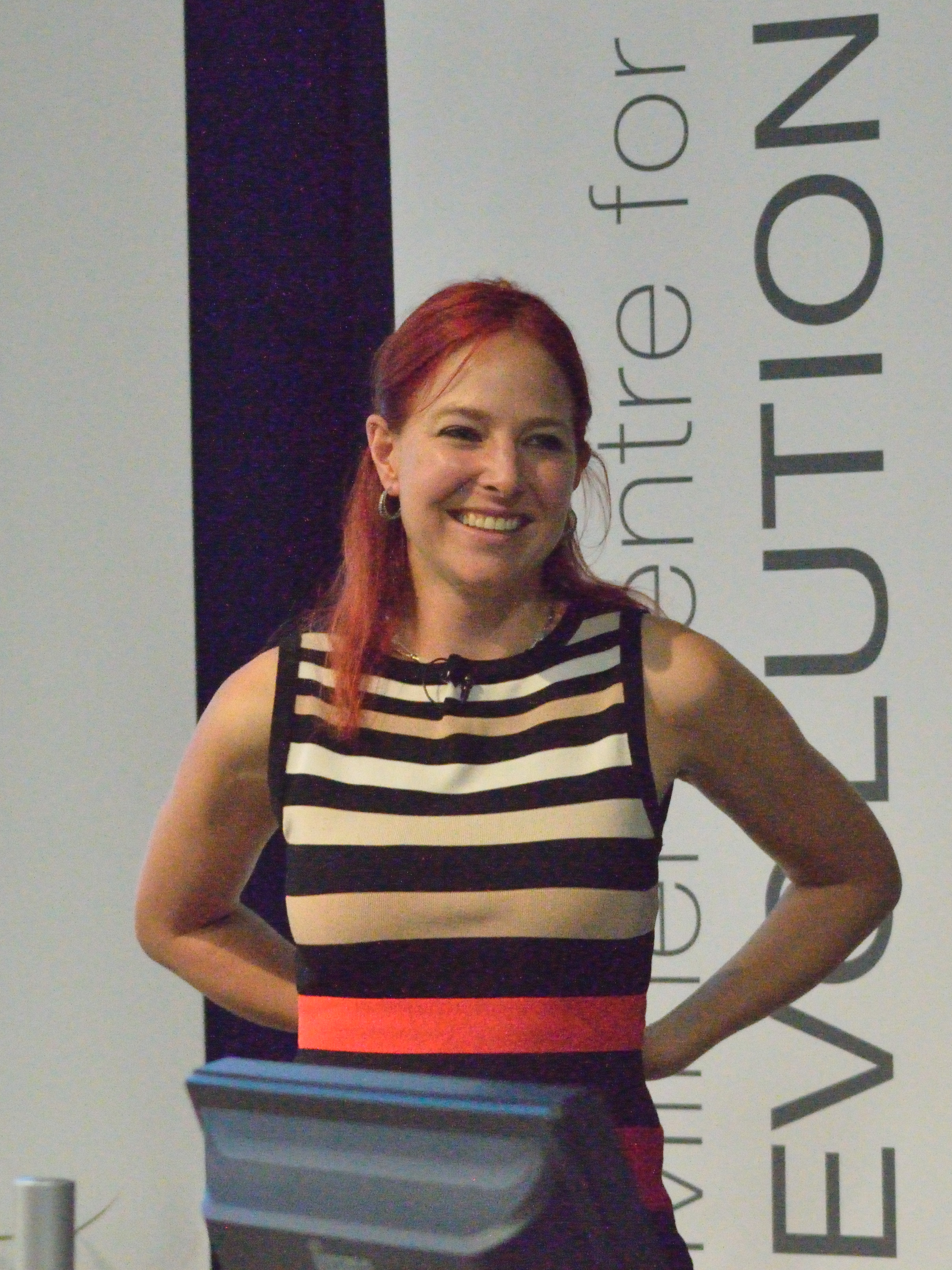
Roberts in occasione dell'apertura del "Milner Centre for Evolution" all'Università di Bath nel 2018

Nel 2009, ha co-presentato moduli per il programma Beating Bipolar, il primo pacchetto di trattamento online per la depressione bipolare, sperimentato dai ricercatori della Cardiff University. Uno studio clinico è iniziato nel giugno 2009 coinvolgendo circa 100 pazienti con disturbo bipolare nel Galles del Sud.
Da agosto 2009 a gennaio 2012, Roberts è stata visiting fellow sia presso il Dipartimento di Archeologia e Antropologia che presso il Dipartimento di Anatomia dell'Università di Bristol. Dal 2009 al 2016 Roberts è stata Direttrice di Anatomia presso la NHS Severn Deanery School of Surgery e anche honoris causa presso la Hull York Medical School.
Nel febbraio 2012, Roberts è stata nominata primo professore di impegno pubblico nella scienza dell'Università di Birmingham. Roberts è anche membro del comitato consultivo del Cheltenham Science Festival da 10 anni e membro del comitato consultivo del Milner Centre for Evolution presso l'Università di Bath dal 2018.
Scrivendo sul giornale The "i" newspaper nel 2016 Roberts ha liquidato l'ipotesi della scimmia acquatica (AAH) come una distrazione "dalla storia emergente dell'evoluzione umana che è più interessante e complessa", aggiungendo che l'AAH è diventata "una teoria" che è allo stesso tempo "troppo stravagante e troppo semplice". Ha concluso dicendo che "la scienza riguarda le prove, non i desideri".
Roberts e Aoife McLysaght hanno co-presentato le Royal Institution Christmas Lectures del 2018 a Londra.  È stata presidente della British Science Association per l'anno 2019-2020.

### Carriera televisiva
La carriera di Alice Roberts come opinionista televisiva è nata più che per caso. Mentre lavorava nel dipartimento di anatomia di Bristol, i produttori della serie di documentari archeologici Time Team, che è stata in parte girata in città, l'hanno avvicinata e le hanno chiesto di scrivere relazioni sulle ossa portate alla luce nel tempo. [3] Nel 2001, è apparsa davanti alla telecamera per la prima volta come esperta di ossa in Time Team Live parlando sulle sepolture anglosassoni a Breamore, Hampshire. La BBC le ha poi offerto un posto permanente come presentatrice nella sua serie Coast, in cui da allora ha fatto più di 40 apparizioni.
Nel 2007 ha scritto e condotto una serie per la BBC 2 intitolata Dr. Alice Roberts: Don't Die Young, Are We Still Evolving?, How to Build a Dinosaur, e nel 2009 un documentario sull'evoluzione umana intitolato The Incredible Human Journey. Negli anni successivi, è apparsa nella serie di archeologia Digging for Britain, che mostra gli archeologi britannici al lavoro, e nella serie Origins of Us, che spiega il processo di adattamento umano nel corso di sette milioni di anni di evoluzione.
Nel 2012 è apparsa nella serie della BBC Prehistoric Autopsy, che si occupa dei resti dei primi ominidi come Neanderthal, Homo erectus e Australopithecus afarensis. A maggio e giugno 2013, ha presentato la serie di documentari Ice Age Giants, in cui ha mostrato varie specie estinte di animali giganti dell'era glaciale, tra cui Woolly Mammoth – Secrets of the Ice sul mammut lanoso. Nel luglio dello stesso anno, il documentario scientifico What makes us human? è seguito come parte della serie della BBC "Horizon", in cui ha anche collocato la propria gravidanza nel contesto delle prospettive scientifiche. 
Roberts ha presentato negli anni vari documentari: The Celts: Blood, Iron and Sacrifice scrivendo sull'argomento anche un libro;Food Detectives (maggio 2016) che esaminava la nutrizione alimentare e i suoi effetti sul corpo; Britain's Pompeii: A Village Lost in Time (agosto 2016) che esplorava l'insediamento dell'età del bronzo di Must Farm nel Cambridgeshire; The Day The Dinosaurs Died (maggio 2017); Britain's Most Historic Towns (aprile 2018) che esamina la storia delle città britanniche, a cui è seguita una seconda serie nel maggio 2019 e una terza serie nel novembre 2020. E ancora: nel settembre 2018 King Arthur's Britain: The Truth Unearthed che esamina le nuove scoperte archeologiche che gettano luce sulla situazione politica e commerciale in Gran Bretagna durante l'Alto Medioevo; nel settembre 2020 The Big Dig della BBC incentrato sui ritrovamenti di St. James's Park a Londra e Park Street a Birmingham.

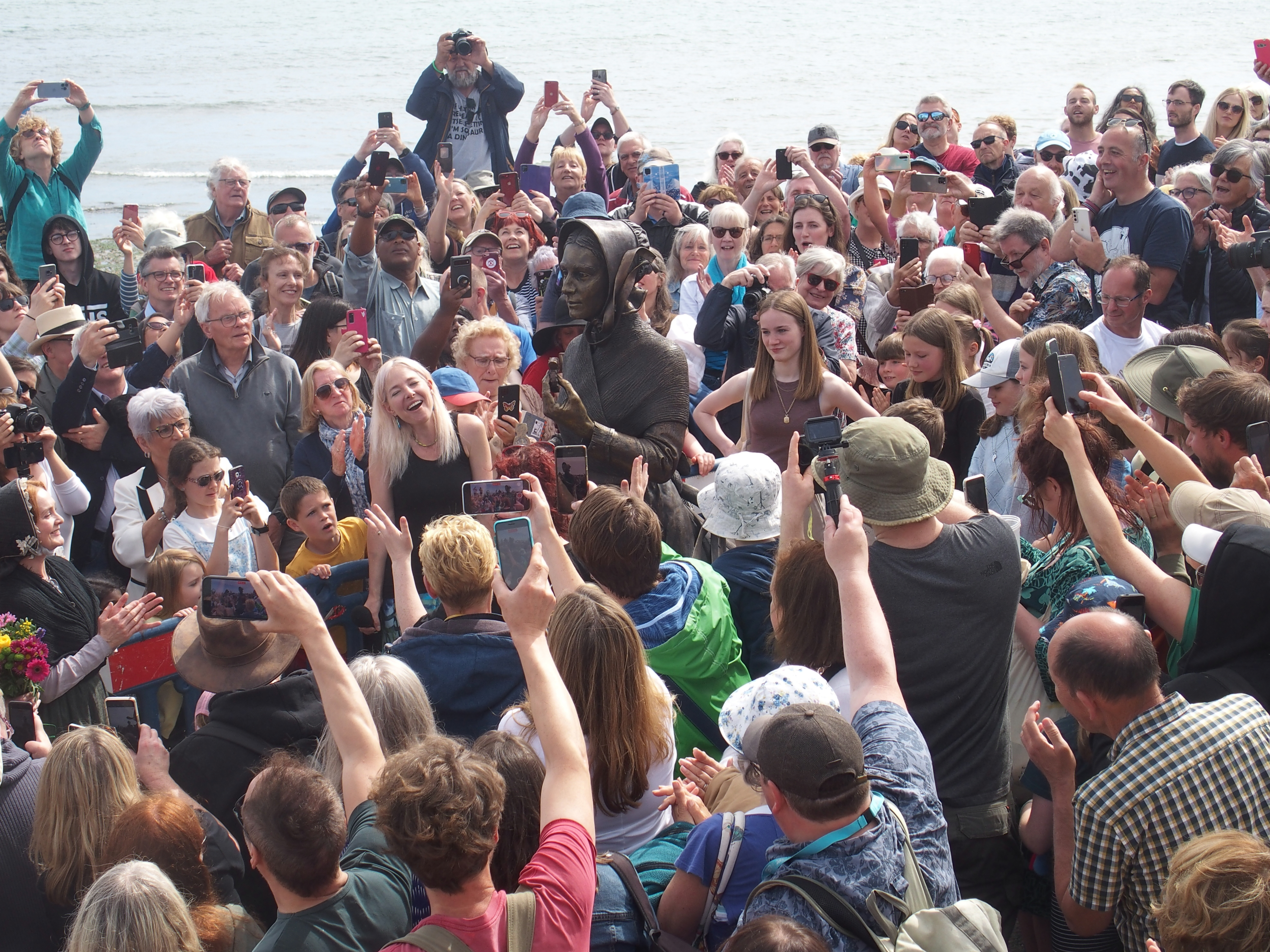
Roberts all'inaugurazione di una statua di Mary Anning a Lyme Regis nel Dorset, maggio 2022

Nel gennaio 2021, Roberts ha presentato una serie di 10 puntate di storia narrativa sul corpo umano intitolata Bodies; il 12 febbraio 2021 Stonehenge: The Lost Circle Revealed sulla ricerca durata cinque anni di Mike Parker Pearson che ha colmato una lacuna storica di 400 anni nella provenienza delle pietre azzurre di Stonehenge e Waun Mawn; nell'ottobre 2022 Royal Autopsy, una serie di documentari che ha esaminato le morti della regina Elisabetta I e del re Carlo II, e poi della regina Anna, della regina Maria I, del re Enrico IV e del re Giorgio IV.
Nel marzo e nell'aprile 2023, Roberts ha presentato la serie in quattro parti di Channel 4 Fortress Britain e a giugno la serie in quattro parti Ancient Egypt by Train.

## Vita privata
Alice Roberts è sposata con l'archeologo David Stevens dal 2000. La coppia ha una figlia (nata nel 2009) e un figlio (nato nel 2013). Sostiene gli enti di beneficenza 4Ethiopia, British Heart Foundation, Sustrans e The Monkey Sanctuary Trust.
Si considera un'atea,  e ha confidato di essere vegetariana. Al di fuori della scienza, ha una passione per l'arte, in particolare per l'acquerello, così come per il surf, il ciclismo e il giardinaggio.

## Opere
- Proceedings of the 6th Annual Conference of the British Association for Biological Anthropology and Osteoarchaeology, Archaeopress, 2007, ISBN 978-1-4073-0035-1.
- Kate Robson-Brown e Alice Roberts, BABAO 2004: Proceedings of the 6th Annual Conference of the British Association for Biological Anthropology and Osteoarchaeology, University of Bristol, Oxford, Archaeopress, 2007, ISBN 978-1-4073-0035-1.
- Don't Die Young: An Anatomist's Guide to Your Organs and Your Health, Bloomsbury Publishing, 2007, ISBN 978-0-7475-9025-5.[30]
- The Incredible Human Journey, Bloomsbury Publishing, 2009, ISBN 978-0-7475-9839-8.
- The Complete Human Body, Dorling Kindersley, 2010, ISBN 978-1-4053-4749-5.
- Evolution The Human Story, Dorling Kindersley, 2011, ISBN 978-1-4053-6165-1. Nuova edizione (2018), Dorling Kindersley, ISBN 978-1-4654-7401-8
- Human anatomy: the definitive visual guide, Dorling Kindersley, 2014., ISBN 9780241292082.
- The Incredible Unlikeliness of Being: Evolution and the Making of Us, Heron Books, 2014, ISBN 978-1-8486-6477-7.
- The Celts: Search for a Civilisation, Heron Books, 2015, ISBN 978-1784293321.
- Tamed: Ten Species that Changed our World, Hutchinson Books, 2017, ISBN 978-1786330611.
- Andrew Copson e Alice Roberts, The Little Book of Humanism: Universal lessons on finding purpose, meaning and joy, Little, Brown Book Group, 2020, ISBN 978-0349425467.
- Ancestors: A Prehistory of Britain in Seven Burials, Simon & Schuster, 2021, ISBN 978-1471188015.
- Buried: An alternative history of the first millennium in Britain, Simon & Schuster, 2022, ISBN 978-1398510036.
- Anatomical Oddities, Simon & Schuster, 2022, ISBN 978-1398510067.
- Wolf Road, Simon & Schuster, 2023, ISBN 978-1398521339.
- Crypt, Simon & Schuster, 2024, ISBN 978-1398519237.